# Галынин, Герман Германович
Герман Германович Галы́нин (1922—1966) — советский композитор. Расцвет творчества Галынина пришёлся на вторую половину 1940-х и начало 1950-х годов.

## Биография
Герман Галынин родился 30 марта 1922 года в Туле в семье рабочего. Рано остался без родителей, некоторое время бродяжничал, а с 1934 года воспитывался в детском доме города Тулы (улица Гоголевская, 53-б). Там Галынин научился играть на нескольких народных инструментах и фортепиано. Музыкальный руководитель оркестра детского дома Иван Михайлович Мальцев летом 1937 года повез Галынина на прослушивание в музыкальное училище при Московской консерватории. Однако тогда большинство членов комиссии не оценили способности мальчика. Единственным,  кто обратил на него внимание и оценил по достоинству его музыкальные способности, был профессор Игорь Владимирович Способин. Он порекомендовал зачислить его на подготовительное отделение. Отучившись год на подготовительном отделении, в 1938 году Галынин поступил в Музыкальное училище при Московской консерватории, где занимался под руководством того же И. В. Способина и  Г. И. Литинского.
В 1941 году, уже будучи студентом Московской консерватории, ушёл добровольцем в армию, где руководил художественной самодеятельностью, писал массовые песни, а также музыку к драматическим спектаклям. В 1944 продолжил обучение в консерватории, которую окончил в 1950 по классу композиции Н. Я. Мясковского (в период болезни последнего занимался также в классе Д. Д. Шостаковича).

Рудольф Баршай вспоминал: 
«Был у меня добрый друг, Герман Галынин. Он пришел учиться в консерваторию прямо с фронта. Демобилизовался и явился в солдатских обмотках, в шинели на композиторский факультет, стал учеником Шостаковича. Вскоре вся консерватория знала, что учится новый гений. Его сочинения не оставляли равнодушным никого. Герман был незаурядным пианистом. Одно время мы вместе жили в общежитии на Трифоновке, возле Рижского вокзала, — не помню, почему мне пришлось временно там поселиться, — и по вечерам еще с одним нашим приятелем играли трио Гайдна. Это совершенно бесподобная музыка, простая, как будто наивная, естественная, как бывает народная музыка. <...>  каждый вечер у двери комнаты, где мы играли, собирались ребята и слушали».
После выхода знаменитого партийного Постановления «Об опере великая дружба» 1948 года Т. Н. Хренников подверг критике (Первый) фортепианный концерт Галынина, хотя в дальнейшем (1957) опровергал эту оценку. Впрочем, несмотря на эту критику, в 1951 году Галынин был удостоен Сталинской премии за «Эпическую поэму на русские темы» (для оркестра).    В том же году у Галынина была диагностирована шизофрения. В связи с болезнью творческая активность в последующие годы неуклонно снижалась. При этом, к концу 1950-х годов музыка Галынина занимает прочное место в репертуаре ведущих советских исполнителей: дирижеров Александра Гаука, Евгения Светланова, Рудольфа Баршая (его давнего друга) и Геннадия Рождественского, пианистов Анатолия Ведерникова, Евгения Малинина и Дмитрия Башкирова, камерную музыку Галынина активно исполняет и записывает на грампластинки Государственный квартет имени Бородина.
Последним сочинением Галынина было «Скерцо для скрипки и струнного оркестра» (1966 год). 
Скончался Герман Галынин 18 июля 1966 года. Похоронен на Ваганьковском кладбище (9 уч.).

## Семья
Жена — Наталья Александровна Шумская (1921—1968), музыковед. 
Сын — Дмитрий Германович Галынин (род. 29.03.1950). Пианист. Окончил Московскую государственную консерваторию, работал преподавателем, подготовил лауреатов более 30 международных конкурсов. Заслуженный артист России (1996).

## Творчество
Творчество Галынина представляет собой значительное явление в советской музыке, до сих пор недооценённое. Уже ранние произведения Галынина отмечены продуманностью всех элементов музыкального языка и формы, характерной для всего его творчества. В стиле и технике композиции (мелодика, гармония, ритмика) показал себя как преемник русской классической школы, остался равнодушен к западным авангардным веяниям (додекафония, сериализм, атональность, немодальность и проч.). Характерные черты стиля и техники Галынина сложились во второй половине 1940-х и начале 1950-х гг.; наиболее показательны с этой точки зрения — оркестровая «Эпическая поэма на русские темы», оратория «Девушка и смерть», Первый фортепианный концерт.
Позднейшие произведения Галынина обнаруживают большую склонность к диссонансам и отмечены более мрачными настроениями, что, очевидно, было обусловлено его психическим состоянием. Наиболее благодарная память о Галынине сохраняется, пожалуй, в системе детских музыкальных школ России и стран бывшего Советского Союза благодаря его коротким и нетрудным фортепианным пьесам для начинающих. «Яркий самобытный талант композитора соединил в себе мелодическую щедрость, гармоническую красочность, чувство современного колорита и классическую стройность формы», написано о нём в 6-томной «Музыкальной энциклопедии« (Москва, 1973).

## Награды и признание
- Сталинская премия второй степени (1951)
- Государственная премия РСФСР имени М. И. Глинки (1968 — посмертно)

## Память
- Имя Германа Галынина носит Детская школа искусств в Туле (улица Первомайская, 26).
- На здании бывшего Детского дома имени В.И. Ленина города Тулы установлена памятная доска, на которой написано, что «здесь с 1934 по 1937 год, воспитывался известный советский композитор, дважды лауреат Государственной премии СССР Герман Германович Галынин«.

## Сочинения
- 1946 — Концерт № 1 для фортепиано с оркестром
- 1947 — Струнный квартет № 1
- 1949 — Фортепианное трио
- 1949 — Сюита для струнного оркестра
- 1950 — «Эпическая поэма на русские темы» для симфонического оркестра
- 1950 — Оратория «Девушка и смерть» (по мотивам одноимённой поэмы Горького)
- 1951 — «Молодёжная праздничная увертюра» для симфонического оркестра
- 1956 — Струнный квартет № 2
- 1959 — Ария для скрипки и струнного оркестра
- 1963 — Три сонаты («сонатная триада») для фортепиано
- 1965 — Концерт № 2 для фортепиано с оркестром

Музыка для драматического театра

## Дискография

### Пластинки, выпущенные при жизни
- 1956: Эпическая поэма — Симфонический оркестр Всесоюзного радиокомитета, дирижёр А. Гаук; Концерт для фортепиано с оркестром до мажор — А. Ведерников (фортепиано), симфонический оркестр Московской государственной филармонии, дирижёр С. Самосуд (Д—02750-02757)
- 1957: Квартет № 1 ля минор — Квартет имени Бородина (Д—03973, на другой стороне (Д—03972): Р. Бунин Соната для альта и ф-но, соч. 26)
- 1957: Сюита для струнного оркестра — Симфонический оркестр Всесоюзного радио, дирижёр Н. Аносов (Д—4096-7)
- 1959: Квартет № 1 ля минор — Квартет имени Бородина (Д—4870-1)
- 1963: Концерт для фортепиано с оркестром до мажор — Д. Башкиров (фортепиано), Государственный симфонический оркестр, дирижёр Е. Светланов (Д—011538/Стерео С—0528, на другой стороне (Д—011537/Стерео С—0527): В. Моцарт Концерт № 14 для фортепиано с оркестром)

### Другие звукозаписи
- Г. Галынин. Концерт № 1 для фортепиано с оркестром до мажор. Дм. Шостакович. Концерт № 1 для фортепиано с оркестром до минор, соч. 35. Исполнители: Евгений Малинин (фортепиано), Большой симфонический оркестр Центрального телевидения и Всесоюзного радио, дирижёр — Владимир Федосеев. (Грампластинка. © Мелодия, 1984. С10 20419 003).
- GALYNIN. CONCERTO [No. 1] FOR PIANO AND ORCHESTRA; KHACHATURIAN RHAPSODY CONCERTO FOR CELLO AND ORCHESTRA. Dmitri Bashkirov (piano), Moscow Radio Symphony Orchestra, Yevgeny Svetlanov, conductor; Natalia Shakhovskaya, Cello, Moscow Radio Symphony Orchestra, Aram Khachaturian, conductor. Orion LP, PGM 6902. Library of Congress Catalog Card Number 70-750038 (Khachaturian) and 74-750039 (Galynin).